# Мегатерии
Мегатерии (лат. Megatherium, от др.-греч. μέγας θηρίον «огромный зверь») — вымерший род гигантских ленивцев, существовавший в плиоцене и плейстоцене от 5 млн до 12 тыс. лет назад на территории Южной и, отчасти, Северной Америки. Согласно последним исследованиям с помощью современных методов радиоуглеродного датирования, существование их в голоцене (менее 12 000 лет назад) не подтверждено. Вероятнее всего, главной причиной их исчезновения стала охота первобытных людей, заселивших Америку по меньшей мере 15 000 лет назад. Из-за своей медлительности в передвижениях, гигантские наземные ленивцы оказались бессильны против людей с их «дальнобойным» оружием — метательными копьями.

## Строение

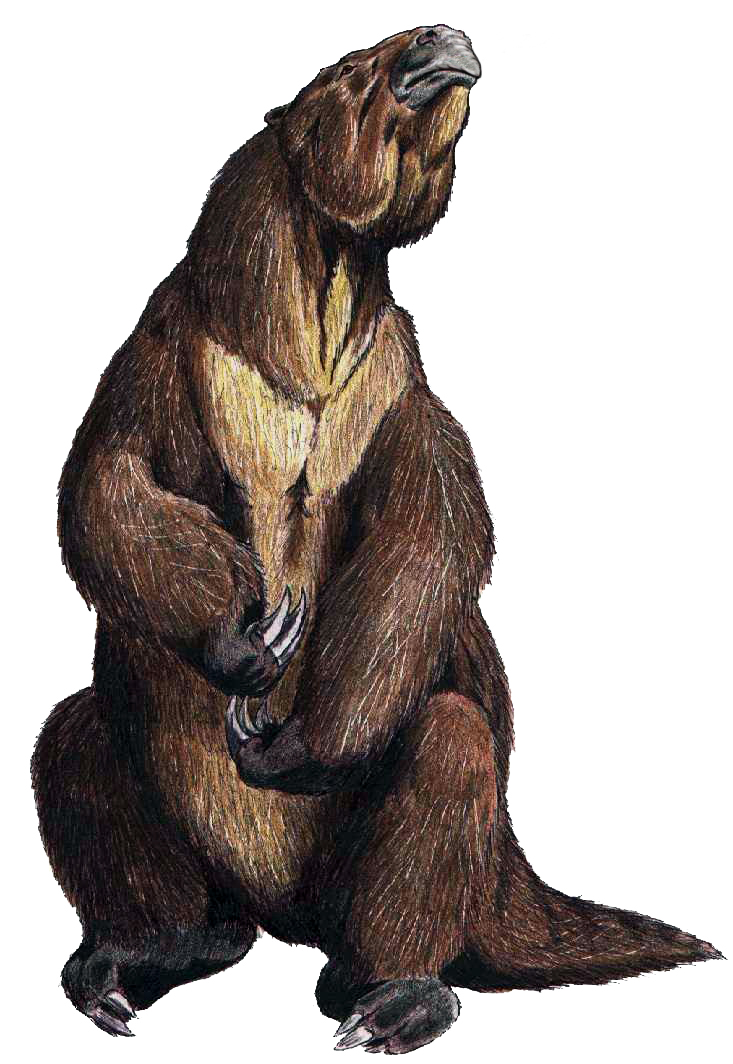
Иллюстрация

Мегатерии были одними из крупнейших наземных млекопитающих, весом до 4 тонн. Изучение следов мегатерия показало, что он передвигался преимущественно на задних лапах. При этом по высоте он вдвое превосходил слона и достигал 6 метров в длину. Свой мощный хвост он мог использовать как дополнительную опору. Будучи растительноядным, мегатерий использовал передние лапы, несущие большие (до 17 см) когти, для захвата и пригибания к земле веток деревьев.
Строение места прикрепления трицепса мегатерия было схоже с таковым у хищных млекопитающих и обеспечивало скорость удара. Поэтому предполагается, что они могли использовать свои передние конечности для защиты от хищников. Высказываются предположения, что мегатерии могли быть всеядными, однако строение их зубов практически исключает возможность пережёвывания животной пищи.

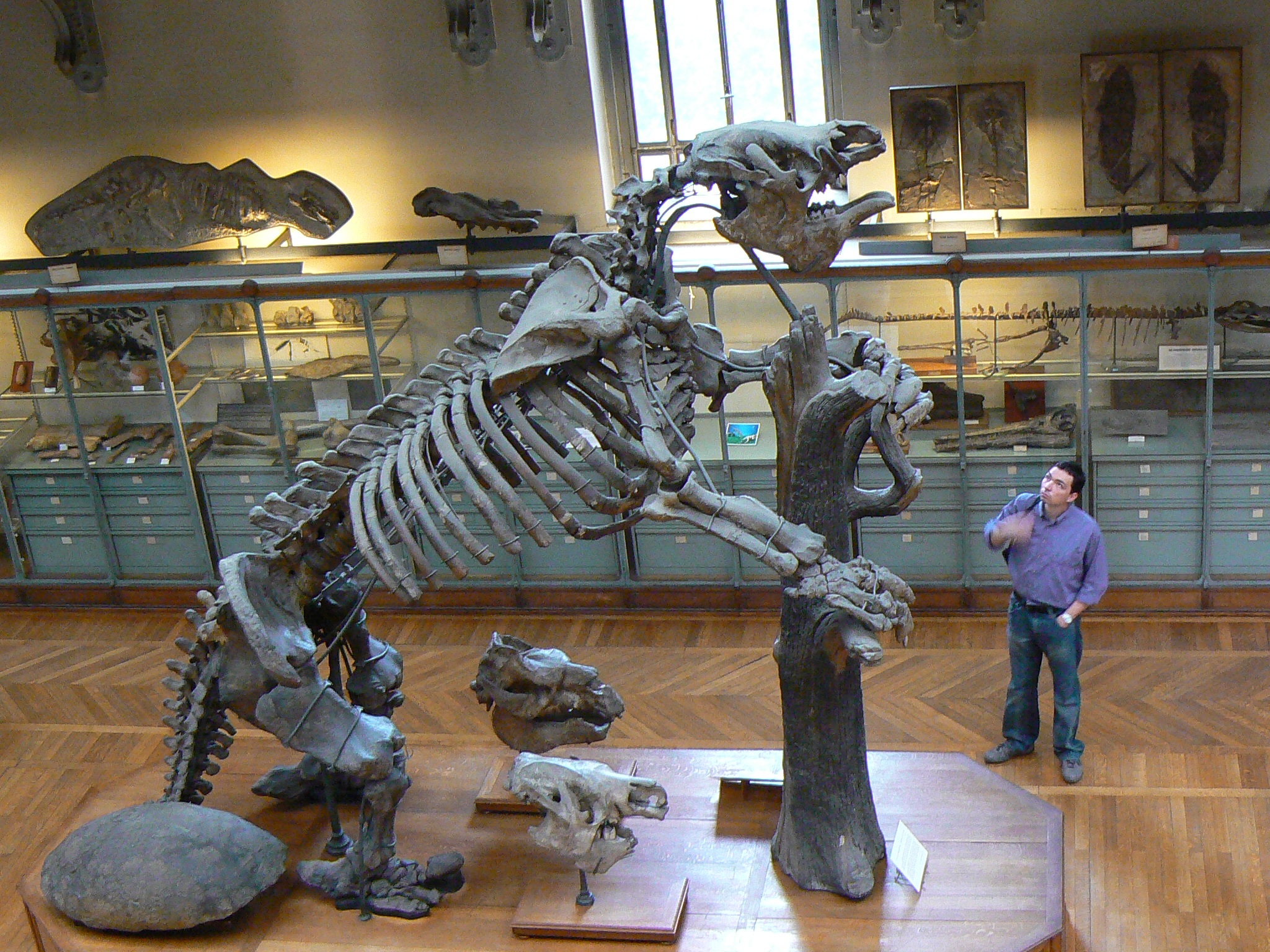
Скелет Megatherium americanum

## В литературе
О мегатериях как о «допотопных чудищах» упоминает русский философ Владимир Соловьев в своей работе «Красота в природе» (1889)
В научно-фантастическом романе Герберта Уэллса «Мистер Блетсуорси на острове Рэмполь» (Mr. Blettsworthy on Rampole Island, 1928) главный герой случайно оказывается на тропическом острове, населённом, помимо аборигенов-каннибалов, мегатериями, внешний облик и поведение которых довольно подробно описываются. Правда, образ жизни и поведение напоминают скорее современных ленивцев. Причём мегатерии у Уэллса изображены всеядными.